# Hunan
Hunan is een provincie in het zuiden van China, zuidelijk van het Dongtingmeer (Hunan, betekent ook "zuidelijk van het meer"). Hunan wordt soms afgekort 湘 (pinyin: Xiāng) genoemd, naar de rivier de Xiang die door de provincie loopt. De hoofdstad is Changsha.
Hunan wordt ingesloten door de volgende provincies: in het noorden door de provincie Hubei, oostelijk door Jiangxi, zuidelijk door Guangdong en in het zuidwest ligt Guangxi en het noordwesten Chongqing.
Het Provinciaal Museum van Hunan is gevestigd in de hoofdstad Changsha en heeft een nationale uitstraling omwille van zijn kunstcollectie.
Mao Zedong was afkomstig uit deze provincie.
Hunan, ook wel als Hoenan geschreven, moet niet verward worden met het veel noordelijker gelegen Henan, dat ook als Honan geschreven wordt.

## Aangrenzende provincies
| Aangrenzende provincies | Aangrenzende provincies | Aangrenzende provincies | Aangrenzende provincies | Aangrenzende provincies |
| ----------------------- | ----------------------- | ----------------------- | ----------------------- | ----------------------- |
| Chongqing               |                         | Hubei                   |                         |                         |
|                         |                         |                         |                         |                         |
| Guizhou                 | Jiangxi                 |                         |                         |                         |
|                         |                         |                         |                         |                         |
|                         |                         | Guangxi, Guangdong      |                         |                         |

## Bestuurlijke indeling
De bestuurlijke indeling van Hunan ziet er als volgt uit:
|                     |                        |                      |                                  |  |  |  |  |
| Nr.                 | Naam                   | Hanzi                | Hanyu Pinyin                     |  |  |  |  |
| Stadsprefecturen    |                        |                      |                                  |  |  |  |  |
| 1                   | Changsha               | 长沙市               | Chángshā Shì                     |  |  |  |  |
| 2                   | Changde                | 常德市               | Chángdé Shì                      |  |  |  |  |
| 3                   | Chenzhou               | 郴州市               | Chénzhōu Shì                     |  |  |  |  |
| 4                   | Hengyang               | 衡阳市               | Héngyáng Shì                     |  |  |  |  |
| 5                   | Huaihua                | 怀化市               | Huáihuà Shì                      |  |  |  |  |
| 6                   | Loudi                  | 娄底市               | Lóudǐ Shì                        |  |  |  |  |
| 7                   | Shaoyang               | 邵阳市               | Shàoyáng Shì                     |  |  |  |  |
| 8                   | Xiangtan               | 湘潭市               | Xiāngtán Shì                     |  |  |  |  |
| 9                   | Yiyang                 | 益阳市               | Yìyáng Shì                       |  |  |  |  |
| 10                  | Yongzhou               | 永州市               | Yǒngzhōu Shì                     |  |  |  |  |
| 11                  | Yueyang                | 岳阳市               | Yuèyáng Shì                      |  |  |  |  |
| 12                  | Zhangjiajie            | 张家界市             | Zhāngjiājiè Shì                  |  |  |  |  |
| 13                  | Zhuzhou                | 株洲市               | Zhūzhōu Shì                      |  |  |  |  |
| Autonome prefectuur |                        |                      |                                  |  |  |  |  |
| 14                  | Xiangxi (Tujia & Miao) | 湘西土家族苗族自治州 | Xiāngxī Tǔjiāzú Miáozú Zìzhìzhōu |  |  |  |  |

## Steden in provincie Hunan
- Changning
- Changsha (hoofdstad)
- Chenzhou
- Hengyang
- Hongjiang
- Huaihua
- Zhangjiajie
- Zixing
- Liuyang

## Geboren in Hunan
- Mao Zedong (1893-1976), politiek leider
- Ding Ling (1904-1986), schrijfster
- Zhang Jingwu (1906-1971), politicus en militair
- Lei Feng (1940-1962), legendarisch modelsoldaat
- Gu Hua (1942), schrijver
- Tan Dun (1957), componist
- Song Zuying (1966), zangeres
- Li Fang (1973), tennisspeelster
- Sheng Keyi (1973), schrijfster
- Li Jun (1980), waterpolospeler
- Wang Mingjuan (1985), gewichthefster
- Peng Shuai (1986), tennisspeelster
- Yuan Meng (1986), tennisspeelster
- Tan Feihu (1987), waterpolospeler